# Ketuvim
Los Ketuvim (en hebreo: כְּתוּבִים, «Escritos») es la tercera de las tres partes en que se divide el Tanaj, luego de la Torá y los Nevi'im. Corresponde a los libros sapienciales del Antiguo Testamento cristiano más algunos libros históricos y proféticos.

## División de los escritos

### Sifrei Emet
Los tres libros poéticos (o "Libros de la Verdad") (del hebreo סִפְרֵי אֱמֶ"ת, Sifrei Emet, también acrónimo de los nombres de los tres libros en hebreo):
- Libro de los Salmos
- Proverbios
- Job

### Cinco rollos
Los cinco rollos (meguillot), leídos cada uno en una festividad judía:
- Cantar de los Cantares (se lee en Pésaj)
- Rut (leído en Shavuot)
- Lamentaciones (leído en el ayuno de Tish'á Be'av)
- Eclesiastés (leído en Sucot)
- Ester (leído en Purim)

### Otros
Los otros libros históricos:
- Daniel
- Esdras y Nehemías
- Crónicas (1.º y 2.º)